# Montgommery (llinatge)
La família Montgommery (o Montgomery o Montgomeri) fou una important nissaga normanda originària del departament de Calvados.

## Genealogia
```
Roger (I)
 († abans de 1048)
│ × Joscelina, neboda de 
Gunnor

│
├─> Hug 
│
├─> Robert
│
├─> 
Roger (II)
 († 1094) (Roger I de Shrewsbury)
│ │ × 
Mabilla de Bellême
 († vers 1077)
│ │ ×(2) Adelaida del Puiset
│ │
│ ├─> 
Roger (III)
 († abans de 1062)
│ │
│ ├─> 
Robert (II) de Bellême
 († vers 1130), 
comte de Ponthieu
, empresonat des de 1112 (Robert I de Shrewsbury)
│ │ │ × Agnès de Ponthieu 
│ │ │
│ │ └─> 
Guillem
 († 1170), comte de Ponthieu
│ │ └─> 
comtes de Ponthieu
 fins al 1221.

│ │
│ │
│ ├─> 
Hug de Montgommery
 († 1098), comte de Shrewsbury 
│ │
│ ├─> 
Roger el Poiteví
 († vers 1122/40), lord de Lancaster
│ │
│ ├─> Felip dit 
Grammaticus
 († 1097/98), mort al setge d'
Antioquia de l'Orontes

│ │
│ ├─> 
Arnold
 († vers 1118/22), lord de Pembroke i d'Holderness
│ │
│ ├─> Emma († 1113), 
abadessa d'Almenêches
 (vers 1074-1113)
│ │
│ ├─> Matilda († entre 1082 et 1084)
│ │ × 
Robert de Mortain
, 
comte de Mortain
, 
comte de Cornualla
,
│ │ germanastre de 
Guillem el Conqueridor

│ │
│ ├─> Mabilla × Hug, senyor de Châteauneuf-en-Thymerais
│ ├─> Sibilla × Robert FitzHamon, senyor d'Évrecy, lord de Gloucester, conqueridor de Glamorgan
│ │
│ │ Amb la seva segona muller:
│ └─> Eberard o Evrard o Erard († vers 1135), auxiliar a la capella privada d'Enric I
│
├─> Guillem († entre 1040 i 1048)
│
└─> Gilbert († vers 1064)
```